# Marie Farnèse
Pour les articles homonymes, voir Farnese.
Maria Caterina Farnese (née le 18 février 1615 à Parme et morte le 25 juillet 1646 à Sassuolo) membre de la Maison Farnèse, fut duchesse de Modène en tant que première épouse de François Ier d'Este, duc de Modène.

## Biographie
Fille de Ranuce Ier Farnese, 4e duc de Parme, et de Marguerite Aldobrandini elle épouse à Parme le 11 janvier 1631 François Ier d'Este dont elle a neuf enfants :
1. Alphonse d'Este (1632) ;
2. Alphonse (1634 - 1662) duc à partir de 1658 ; en 1655 il se marie avec Laura Martinozzi (1636 † 1687), nièce du cardinal Mazarin ;
3. Isabelle (1635 - 21 août 1666). le 18 février 1664 elle se marie avec Ranuce II Farnèse (1630 - 1694) Duc de Parme ;
4. Éléonore (1639 - 1640) ;
5. Thibault (Tedaldo) (1640 - 1643) ;
6. Almerico d'Este (it) (18 mai 1641 - 14 novembre 1660) ;
7. Éléonore (1643 - 24 février 1722), qui entre dans les ordres ;
8. Marie (8 décembre 1644 - 20 août 1684) qui épouse en octobre 1668 Ranuce II Farnèse, veuf de sa sœur Isabelle ;
9. Thibault (Tedaldo) (1646).